# Grå slidskivling
Grå slidskivling (Volvariella murinella) är en svampart som först beskrevs av Lucien Quélet, och fick sitt nu gällande namn av Meinhard (Michael) Moser 1953. Grå slidskivling ingår i släktet Volvariella och familjen Pluteaceae.  Arten är reproducerande i Sverige. Inga underarter finns listade i Catalogue of Life.